# Rebecca Hall
Rebecca Maria Hall (Londres, 3 de mayo de 1982), conocida como Rebecca Hall, es una actriz, directora y productora británica de cine y televisión. Es hija del director Peter Hall y de la soprano estadounidense Maria Ewing. Galardonada en el Reino Unido, el primer largometraje que la dio a conocer a nivel internacional fue Vicky Cristina Barcelona, de Woody Allen. En junio de 2010, ganó el premio BAFTA a la mejor actriz de reparto por su interpretación como Paula Garland en la adaptación televisiva de Red Riding, del 2009. En el 2021 debutó como directora con el drama Passing.

## Filmografía

### Cine y televisión
| Año  | Título                                   | Papel                 | Notas                             |
| ---- | ---------------------------------------- | --------------------- | --------------------------------- |
| 1992 | The Camomile Lawn                        | Sophy                 | Miniserie                         |
| 1993 | The World of Peter Rabbit and Friends    | Lucie (voz)           | Serie de animación                |
| 1993 | Don't Leave Me This Way                  | Lizzie Neil           | Telefilme                         |
| 2006 | Starter for 10                           | Rebecca Epstein       |                                   |
| 2006 | The Prestige                             | Sarah Borden          |                                   |
| 2006 | Wide Sargasso Sea                        | Antoinette Cosway     | Telefilme                         |
| 2007 | Rubberheart                              | Maggie                | Cortometraje                      |
| 2007 | Joe's Palace                             | Tina                  | Telefilme                         |
| 2008 | Vicky Cristina Barcelona                 | Vicky                 |                                   |
| 2008 | Frost/Nixon                              | Caroline Cushing      |                                   |
| 2008 | Einstein and Eddington                   | Winifred Eddington    | Telefilme                         |
| 2008 | Official Selection                       | Emily Dickinson       | Cortometraje                      |
| 2009 | Dorian Gray                              | Emily Wotton          |                                   |
| 2010 | The Town                                 | Claire                |                                   |
| 2010 | Everything Must Go                       | Samantha              |                                   |
| 2011 | A Bag Of Hammers                         | Melanie               |                                   |
| 2012 | The Awakening (La maldición de Rookford) | Florence Cathcart     |                                   |
| 2012 | Lay the Favorite (Apuesta al favorito)   | Beth Raymer           | Papel principal                   |
| 2012 | Parade's End                             | Sylvia Tietjens       | Serie de televisión               |
| 2013 | Iron Man 3                               | Maya Hansen           | Papel principal                   |
| 2013 | Circuito cerrado                         | Claudia               | Papel principal                   |
| 2013 | A Promise                                | Charlotte Hoffmeister |                                   |
| 2014 | Transcendence                            | Evelyn                |                                   |
| 2015 | El regalo                                | Robyn                 |                                   |
| 2015 | Tumbledown                               | Hannah                |                                   |
| 2016 | Christine                                | Christine Chubbuck    |                                   |
| 2017 | The Dinner                               | Katelyn Lohman        |                                   |
| 2017 | Professor Marston & the Wonder Women     | Elizabeth Marston     |                                   |
| 2018 | Holmes and Watson                        | Dr. Grace Hart        |                                   |
| 2018 | Alcanzando tu sueño                      | Jules                 |                                   |
| 2019 | A Rainy Day in New York                  | Connie Davidoff       |                                   |
| 2020 | The Night House                          | Beth                  | Productora ejecutiva              |
| 2021 | Passing                                  |                       | Directora, productora y escritora |
| 2021 | Godzilla vs. Kong                        | Ilene Andrews         |                                   |
| 2021 | With/In                                  |                       | Segmento: «Mother!!»              |
| 2022 | Resurrection                             | Margaret Ballion      |                                   |
| 2022 | The Listener                             | Laura (voz)           |                                   |
| 2024 | Godzilla x Kong: The New Empire          | Ilene Andrews         |                                   |

## Premios y nominaciones
Premios Globo de Oro
| Año  | Categoría                         | Trabajo nominado         | Resultado |
| ---- | --------------------------------- | ------------------------ | --------- |
| 2009 | Mejor actriz en comedia o musical | Vicky Cristina Barcelona | Nominada  |